# لارنس گیلیارد جونیور
لاورنس گیلیارد جونیور (انگلیسی: Lawrence Gilliard Jr.؛ زادهٔ ۲۲ سپتامبر ۱۹۷۱) یک هنرپیشه اهل ایالات متحده آمریکا است.
از فیلم‌ها یا برنامه‌های تلویزیونی که وی در آن نقش داشته‌است می‌توان به مردگان متحرک، ماشین‌کار، بدل، به سادگی غیرقابل مقاومت، یک پلیس سرسخت، جورج فورمن بزرگ، عزیز دل یک سرباز و ایستگاه بعدی سرزمین عجایب اشاره کرد.